# Rotterdamer Nahverkehrsmuseum
Das Rotterdamer Nahverkehrsmuseum (Niederländisch: Rotterdams Openbaar Vervoer Museum, abgekürzt ROVM) ist ein Verkehrsmuseum in der niederländischen Stadt Rotterdam. Es befindet sich im ehemaligen Straßenbahndepot Hillegersberg der Rotterdamsche Electrische Tram (RET) an der Kootsekade. Das Museum bietet einen repräsentativen Überblick über die Geschichte des öffentlichen Verkehrs in Rotterdam. Die Sammlung umfasst historische Fahrzeuge wie Straßenbahnen, Busse und U-Bahn-Wagen sowie verschiedene verwandte Objekte wie Uniformen, Plakate und Fahrkarten. Das ehrenamtlich betriebene Museum ist nur an wenigen Tagen des Jahres geöffnet und dient zudem als Werkstatt für die Restaurierung und Wartung der historischen Fahrzeuge. Die historischen Busse werden in der Garage Sluisjesdijk untergebracht und gewartet.

## Geschichte

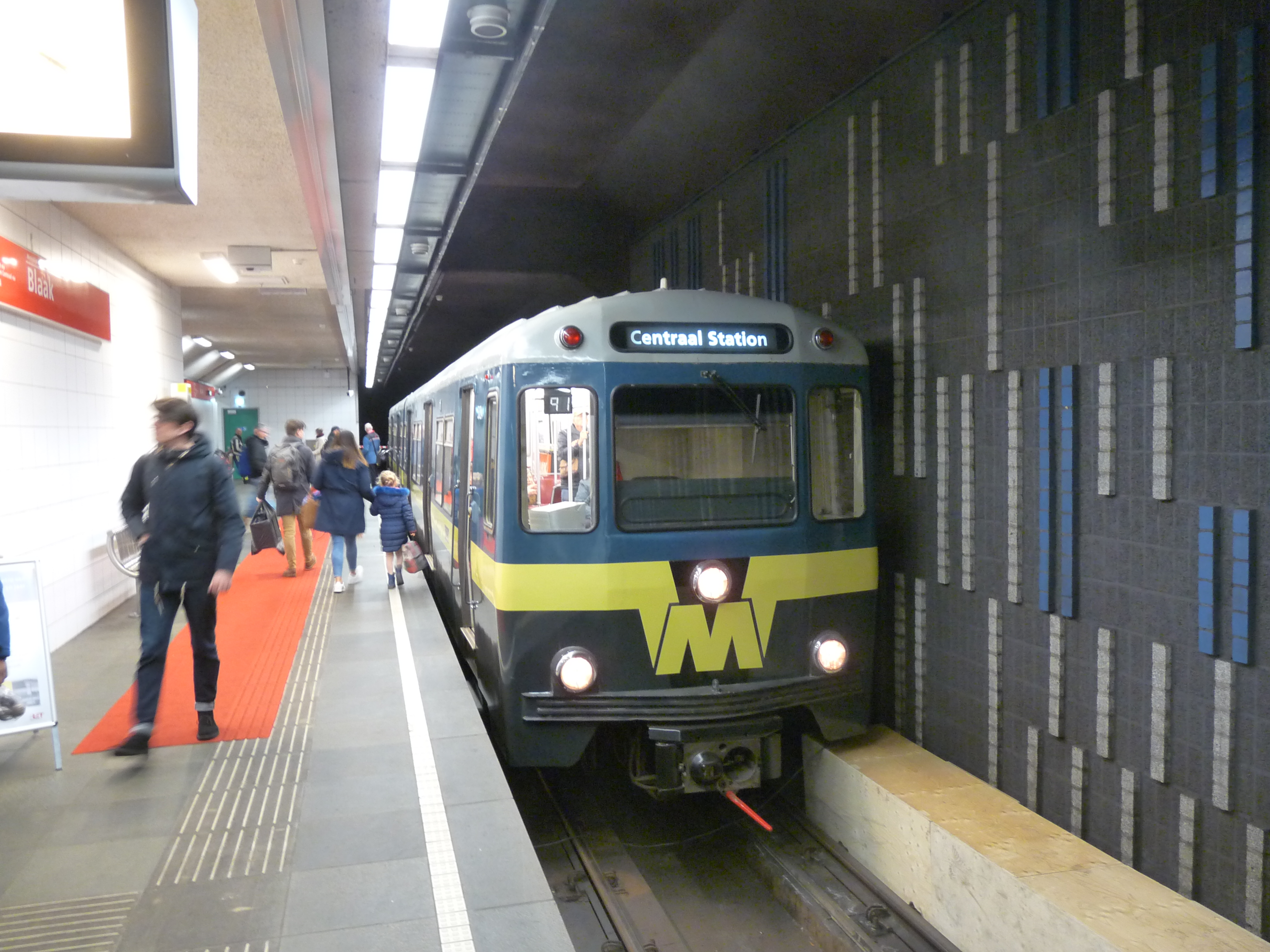
U-Bahn-Typ M aus der Museumssammlung an der Station Blaak anlässlich des 50-jährigen Bestehens der U-Bahn im Jahr 2018..

Ab 1968 waren Rotterdamer Museumstraßenbahnen im Straßenbahndepot von 1904 an der Nieuwe Binnenweg in Delfshaven untergebracht. In den 1980er Jahren schloss die RET das Depot Delfshaven, und die Stadt Rotterdam riss ein Großteil des Gebäudes ab. Ein kleiner Teil blieb jedoch erhalten und 1986 eröffnete die Tramweg-Stichting dort ein eigenes Rotterdamer Straßenbahnmuseum. 1993 stellte die RET einen Plan zur Verwaltung des historischen Materials auf. Es gab nun verschiedene Museen und Stiftungen in der Stadt, die das historische Material verwalteten, darunter das Openbaar Vervoer Museum im U-Bahnhof Oostplein, das Straßenbahnmuseum in Delfshaven und die Stichting Veteraan Autobussen (SVA), die sich mit den Bussen beschäftigte. Zur besseren Zusammenarbeit wurde 1997 die Stiftung RoMeO (Rotterdams Openbaar Vervoer museum en Exploitatie van Oldtimers) gegründet. RoMeO wurde damit zum Verwalter und Betreiber des historischen Materials der RET. Anfang des 21. Jahrhunderts beschloss die RET, alle Museen zu zentralisieren. Dies führte dazu, dass im April 2011 das Straßenbahnmuseum im Depot Hillegersberg eröffnet wurde. Bereits 2010 wurden das bestehende Straßenbahnmuseum und das Openbaar Vervoer Museum geschlossen.
Am 4. August 2017 beging das Museum das 70-jährige Jubiläum des Saurer-Omnibusses, des ältesten Fahrzeugs in der Sammlung.  Ein Jahr später, im Jahr 2018, wurde in Rotterdam das 50-jährige Bestehen der U-Bahn gefeiert. Aus diesem Anlass wurde ein U-Bahn-Triebwagen des Typs M (Nr. 5024) aus dem Bestand des Museums zur Station Blaak überführt.  Das Fahrzeug wurde für eine temporäre Ausstellung zum Jubiläum entsprechend umgestaltet und der Öffentlichkeit zugänglich gemacht. Ende desselben Jahres wurde bekannt, dass ein weiterer U-Bahn-Wagen des Typs T (Nr. 5217) in den Besitz des Museums überging. In den Folgejahren wurde dieser Triebwagen in den ursprünglichen Farbgebungen von 1982 restauriert und im Juni 2022 in die historische Straßenbahnremise Hillegersberg überführt. Seit dem 2. Juli desselben Jahres ist das Fahrzeug dort für Besucher zugänglich.

## Aktivitäten

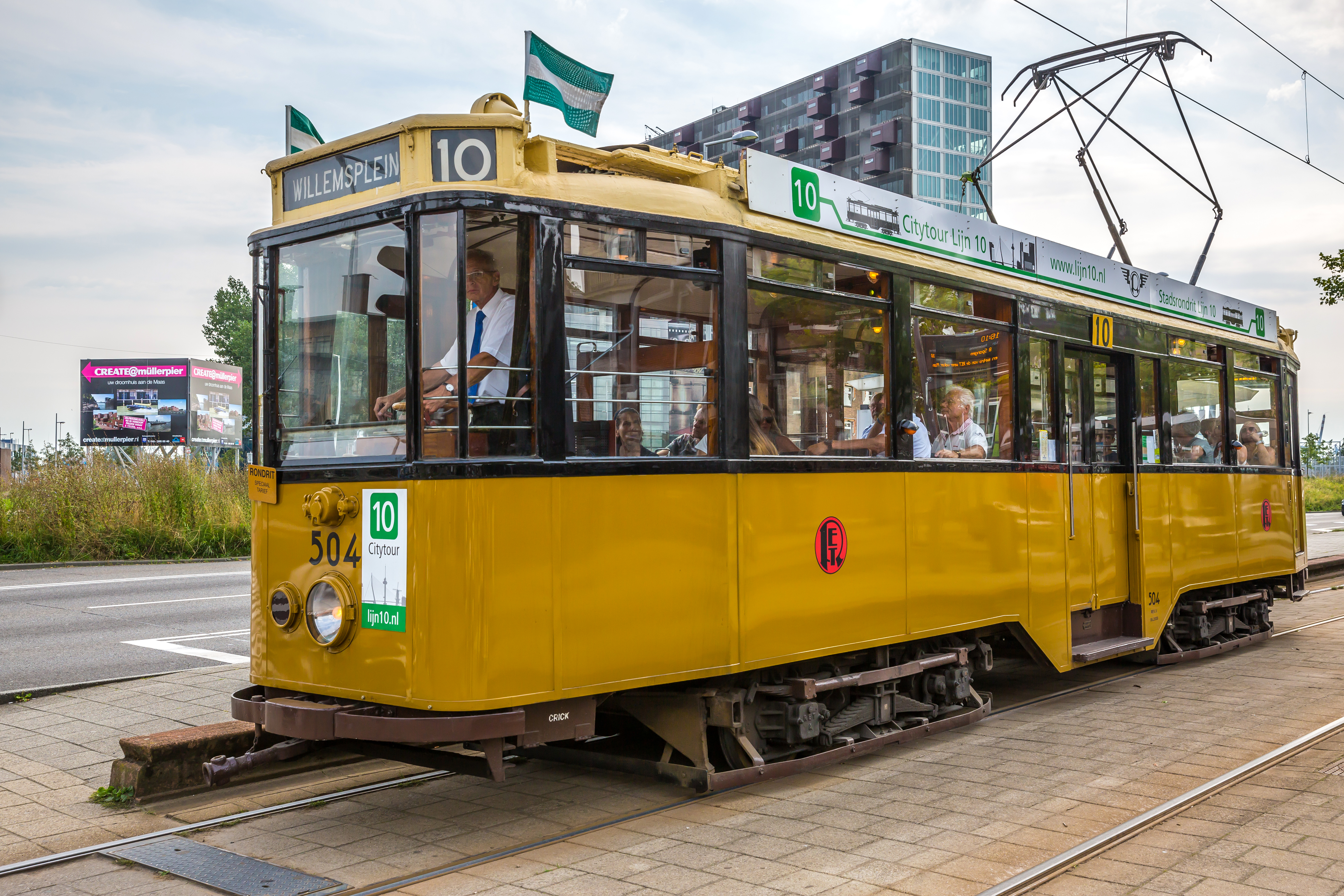
Eine historische Straßenbahn ist als Citytour Linie 10 im Einsatz.

Das Museum beschäftigt sich mit folgenden Aktivitäten:
- Wartung und Verwaltung; Das Museum dient nicht nur als Ausstellungsort, sondern auch als Werkstatt für die Restaurierung und Wartung der historischen Straßenbahnen und U-Bahn-Wagen. Die historischen Busse werden in der Garage Sluisjesdijk untergebracht und gewartet.
- Citytour Linie 10; In den Sommermonaten betreibt das Museum die historische Straßenbahnlinie 10, die eine feste Route durch Rotterdam fährt. Diese Linie wird mit historischen Straßenbahnwagen betrieben und bietet Touristen die Möglichkeit, an verschiedenen Haltestellen ein- und auszusteigen. Außerhalb der regulären Öffnungszeiten können historische Straßenbahnen und Busse für private Veranstaltungen gemietet werden. Die Einnahmen aus diesen Vermietungen fließen in die Wartung und den Erhalt der Fahrzeuge.[3]
- Zusammenarbeit mit der RET; Das Museum arbeitet eng mit der RET zusammen, insbesondere bei der Wartung und Restaurierung der historischen Fahrzeuge.

## Sammlung

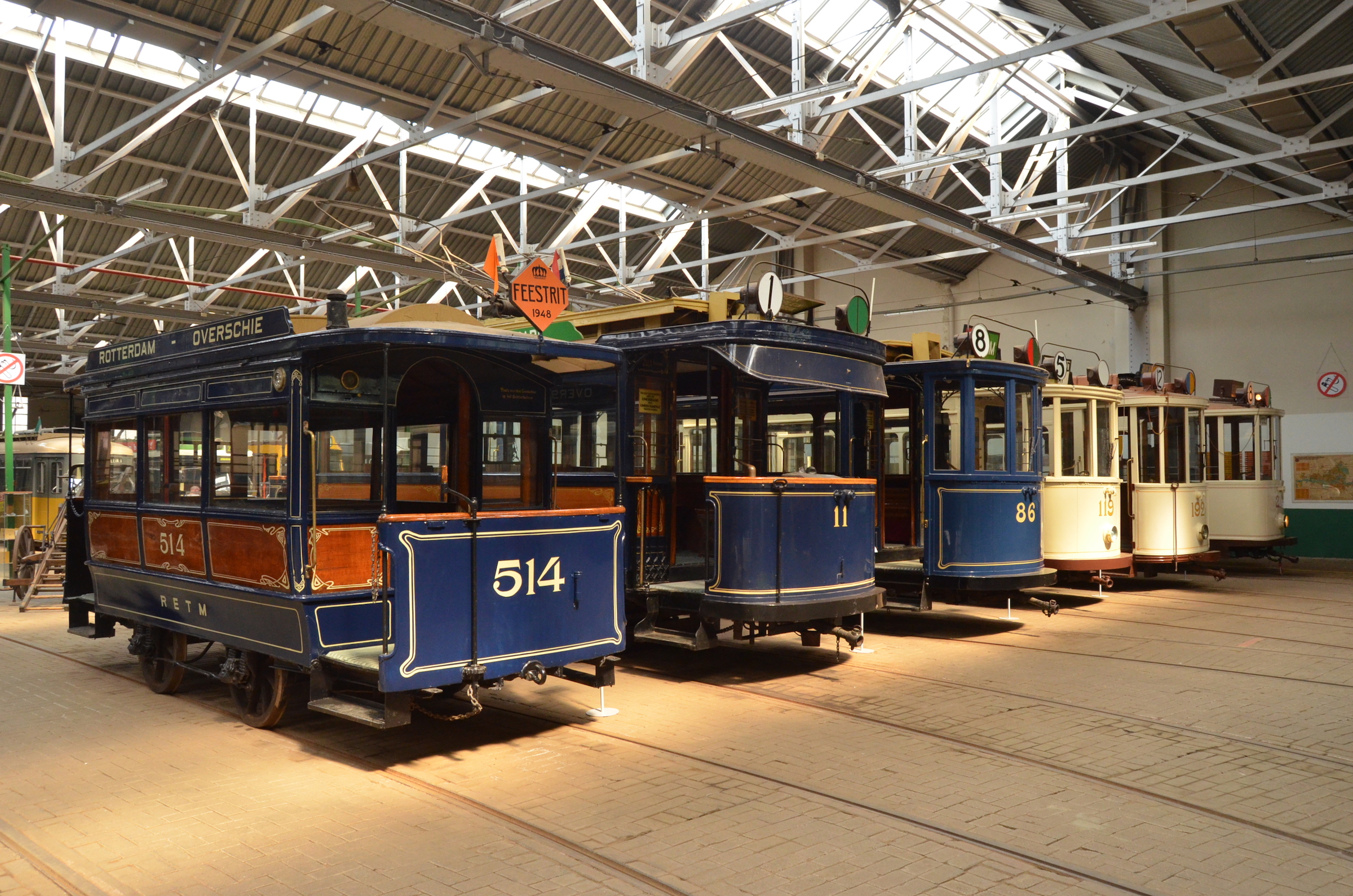
Die ältesten Straßenbahnfahrzeuge in der Sammlung des Museums.

Es gibt insgesamt etwa 50 historische Straßenbahnen aus Rotterdam, die Baujahre von 1905 bis 1986 umfassen. Dazu gehören Zwei- und Vierachser-Straßenbahnen, Allan-Stellen, Schindler-Straßenbahnen, Düwag-Straßenbahnen und ZGT-Straßenbahnen. Ein Teil dieser Fahrzeuge hat den Status eines Museumsfahrzeugs, während andere als Gesellschaftsfahrzeuge, Schulungswagen oder Arbeitswagen genutzt werden. Neben den Straßenbahnen besitzt das Museum auch zwei U-Bahn-Wagen (Typ M und Typ T), die ausschließlich als statische Ausstellungsobjekte dienen und nicht mehr im U-Bahn-Netz eingesetzt werden. Zudem verfügt das Museum über verschiedene Busse, die von unterschiedlichen Busgesellschaften stammen.
Neben den (Schienen-)Fahrzeugen besitzt das Museum auch eine Sammlung historischer Fotos, Fahrkarten, Kappen, Entwerter, Schilder, Plakate, Urkunden, Wechselautomaten und alles andere, was mit dem historischen öffentlichen Verkehr in Rotterdam zu tun hat. Im Museumsshop sind verschiedene Merchandise-Artikel erhältlich, darunter Postkarten, Krawattennadeln, Kühlschrankmagneten und Bücher.